# 洛哈尔达加
洛哈尔达加（Lohardaga），是印度贾坎德邦Lohardaga县的一个城镇。总人口46204（2001年）。

## 人口
该地2001年总人口46204人，其中男性23902人，女性22302人；0—6岁人口6768人，其中男3477人，女3291人；识字率71.12%，其中男性为76.15%，女性为65.72%。